# Kongshallen
Kongshallen  eller Kongsvinger ishall är en ishall i  Kongsvinger i Norge. Den invigdes  23. november 2013 och ersätta den gamla ishallen från 1992 och tar 2 000 åskådare. Här spelar ishockeylaget Kongsvinger IL sina hemmamatcher.